# 伯姫 (魯)
伯姫（伯姬、はくき、生年不詳 - 紀元前543年）は、宋の共公の夫人。
魯の宣公と穆姜のあいだの娘として生まれた。紀元前582年2月、伯姫は季孫行父に送られて宋の共公にとついだ。初夜のとき、共公が伯姫を自ら出迎えなかったため、伯姫は共公の命令を聞き入れなかったともいう。紀元前543年5月、宋で火災があり、伯姫は亡くなった。保母が来るのを待っていて、焼死したものである。